# Whitney Wolfe Herd
Whitney Wolfe Herd (Salt Lake City, Utah, 1 de julio de 1989) es una emprendedora estadounidense. 

## Trayectoria
Nació en Salt Lake City, Utah, en 1989. Estudió Relaciones Internacionales en la Universidad Metodista del Sur. El primer proyecto que impulsó estaba orientado a la venta de bolsas de bambú orgánico sin ánimo de lucro y después creó un línea de ropa para concienciar sobre el comercio justo.
Es la directora ejecutiva de Bumble, y cofundadora de la aplicación de citas Tinder. Bumble nació cuando el fundador de Badoo contactó a Wolfe Herd para crear una plataforma de citas y se asoció con ella en 2011. Según Forbes, la compañía está valorada en más de $1 mil millones de dólares.
En 2021 se convirtió en la CEO más joven en lanzar una empresa a bolsa de Estados Unidos.

## Reconocimientos
Wolfe Herd fue nombrada como una de las 30 mujeres más influyentes menores de 30 en tecnología en 2014. En 2016, fue nombrada como una de las Mujeres en tecnología de Elle. Wolfe Herd también fue nombrada como una de las 30 menores de 30 de Forbes en 2017 y 2018. Además, fue nombrada como una de las 15 mujeres emprendedoras de Inc en 2017, y ha estado en las portadas de Forbes, Fast Company y Wired UK. 
En abril de 2018 figuró en la lista Time 100. En febrero de 2021 se convirtió en la multimillonaria más joven del mundo, algo poco habitual puesto que apenas el 5% de las 500 mayores fortunas mundiales están en manos de mujeres.